# Илим
Илѝм е река в Азиатската част на Русия, Среден Сибир, Иркутска област десен приток на река Ангара (влива се в Илимския залив на Уст Илимското водохранилище). Дължината ѝ е 589 km, която ѝ отрежда 139-о място по дължина сред реките на Русия.
Река Илим води началото си от централната част на Лено-Ангарското плато, на 854 m н.в., в централната част на Иркутска област. Около 2/3 от течението ѝ има планински характер – тясна долина със стръмни склонове, бързо течение с множество прагове. При посьолок Шестаково излиза от планинския район, долината ѝ се разширява, а руслото ѝ се разделя на ръкави с непостоянни острови между тях. Влива се в Илимския залив на Уст Илимското водохранилище, на 291 m н.в., при село Игирма. До изграждането и завиряването на водохранилището река Илим се е вливала отдясно в река Ангара при нейния 854 km, на около 30 km южно от град Уст Илимск. Сега долното течение на реката на протежение от 153 km е „удавено“ от водите на водохранилището и действителната дължина на реката е 436 km.
Водосборният басейн на Илим има площ от 30,3 хил. km2, което представлява 2,92% от водосборния басейн на река Ангара и обхваща части от Иркутска област.
Границите на водосборния басейн на реката са следните:
- на североизток – водосборния басейн на река Подкаменна Тунгуска, десен приток на Енисей;
- на изток – водосборния басейн на река Лена;
- на запад и север – водосборните басейни на малки десни притоци на Ангара.

Река Илим получава сравнително малко притоци, като 3 от тях са дължина над 100 km и всичките са десни.
- 358 ← Коченга 121 / 3830
- 153 ← Игирма 196 / 4490, в Илимския залив на Уст Илимското водохранилище, при посьолок Новая Игирма
- 59 ← Туба 181 / 2086, в Илимския залив на Уст Илимското водохранилище, при село Тубински

Подхранването на реката е смесено, като преобладава Снежното, но е висок процентът и на дъждовното подхранване през лятото. Пълноводието продължава от април до юни (39% от годишния отток) и характерни лятно-есенни високи води. Среден годишен отток при село Сотниково, на 52 km от устието 139 m3/s. Замръзва в края на октомври, а се размразява в началото на май. Есенния ледоход продължава средно 22 дни, а пролетния – 7 дни.
По течението на реката в са разположени сравнително малко населени места: селища от градски тип (посьолки) Шестаково, Новая Игирма, Янгел и Радишчев.
До изграждането и завиряването на Уст Илимското водохранилище е била плавателна на 213 km от устието, а сега – на 299 km. Използва се основно за транспортиране на дървен материал. Водите на реката са чисти и се използват за водоснабдяване на селищата в региона. В източната част на водосборния ѝ басейн, в района на град Железногорск-Илимски се добива желязна руда, която се преработва в Коршуновския минно-обогатителен комбинат.
Близо 400 години басейнът на река Илим е обезпечавал най-краткия път от река Ангара към река Лена. Така нареченият (рус. Ленский волок) се е използвал активно за транспортна връзка с Якутия. Сега през него е прокаран участък от трасето на Байкало-Амурската железопътна магистрала. До завиряването на Уст Илимското водохранилище в средното течение на реката се е намирал град Илимск, който остава под водите на водохранилището. Част от най-старите сгради и исторически значимите съоръжения са евакуирани в Иркутск.